# پایلت ماونتن (کارولینای شمالی)
پایلت ماونتن (به انگلیسی: Pilot Mountain) شهری در ایالت کارولینای شمالی کشور ایالات متحده آمریکا است که جمعیت آن در سرشماری سال ۲۰۱۰ میلادی، ۱٬۴۷۷ نفر بوده‌است.